# Radikal 201
Radikal 201 mit der Bedeutung „gelb“ ist eines von vier der 214 traditionellen Radikale der chinesischen Schrift, die mit zwölf Strichen geschrieben werden.
Mit zwei Zeichenverbindungen in Mathews’ Chinese-English Dictionary gibt es sehr wenige Schriftzeichen, die unter diesem Radikal im Lexikon zu finden sind.
Das ursprüngliche Piktogramm ist schwer zu interpretieren. Ein Mann mit einer Fackel steht auf gelbem Boden. Es könnte den Löss bedeuten, den Schlamm, den der Gelbe Fluss ablagert. Unter der Qing-Dynastie war die Farbe Gelb dem kaiserlichen Haus vorbehalten und repräsentierte den Kaiser, der für Fruchtbarkeit und Dürre verantwortlich war. 
Schreibvariante des Radikals: 黃, mit elf Strichen.

## Schriftzeichenverbindungen, die vom Radikal 201 regiert werden
| Striche | Zeichen  |
| ------- | -------- |
| +0      | 黃 黄    |
| +04     | 黅 黆    |
| +05     | 黇 黈 黉 |
| +06     | 黊 黋    |
| +13     | 黌       |

 Im Unicodeblock Kangxi-Radikale ist das Radikal 201 unter der Codepointnummer 12.232 (U+2FC8) codiert.